# Alhassan Nuhu
 Alhassan Nuhu (sinh ngày 4 tháng 6 năm 1989 ở Accra) là một cựu cầu thủ bóng đá người Ghana thi đấu ở Moldova cho FC Sheriff Tiraspol.

## Sự nghiệp
Nuhu bắt đầu sự nghiệp bởi AC Milan Colts Club ở Tema, năm 2006 được chuyển đến Real Sportive, sau khi câu lạc bộ xuống hạng khỏi Giải bóng đá ngoại hạng Ghana, Alhassan rời câu lạc bộ với người anh em sinh đôi Fuseini và ký hợp đồng cho New Edubiase United. Vào tháng 6 năm 2011 anh và Fuseini chuyển đến á quân Moldova FC Sheriff Tiraspol.

## Đời sống cá nhân
Nuhu cùng anh trai Fuseini là người Tema.